# The Dreaming
The Dreaming ist das vierte Studioalbum der britischen Artrock-Musikerin Kate Bush. Es erschien am 13. September 1982 unter dem Label EMI Records und wird von Kritikern als ihr experimentellstes und unkommerziellstes Werk angesehen.

## Entstehungsgeschichte
Die Arbeiten zu dem Album begannen im September 1980, unmittelbar nach Erscheinen des Vorgängeralbums Never for Ever, bei dem noch Jon Kelly als Koproduzent mitgewirkt hatte, demgegenüber wurde The Dreaming komplett von Kate Bush selbst produziert. Dies ermöglichte ihr noch ausgiebigere Experimente mit Produktionstechniken und den Einsatz einer noch breiteren Mischung von Musikstilen. Bush nutzte ausgiebig die Möglichkeiten des digitalen Synthesizers Fairlight CMI, den sie erstmals bei Never for Ever eingesetzt hatte. Außerdem arbeitete sie in verschiedenen Tonstudios und mit verschiedenen Tontechnikern zusammen, darunter Nick Launay, der zuvor mit Künstlern wie Public Image Ltd und Phil Collins gearbeitet hatte. Das erste Demo des Titels Sat in Your Lap wurde noch im September 1980 aufgenommen, nachdem Bush ein Konzert von Stevie Wonder besucht hatte.
Ursprünglich wollte Bush Hugh Padgham als Tontechniker für das Album gewinnen, von dessen Arbeit an Peter Gabriels gleichnamigem dritten Album sie beeindruckt war. Da Padgham jedoch mit den Arbeiten an Genesis' Album Abacab beschäftigt war und Ghost in the Machine von The Police fertigstellen musste, konnte er nur wenige Wochen mit Bush zusammen arbeiten. Schließlich betreute er die Aufnahmen der Backing Tracks für Sat in Your Lap, Leave It Open und Get Out of My House, die übrigen Arbeiten übernahm Nick Launay.
Im Sommer 1981 arbeitete Bush in den Abbey Road Studios und den Odyssey Studios sowie mit den irischen Folkbands Planxty und The Chieftains in Dublin. Ende 1981 legte Bush eine Pause ein, um schließlich vom Januar bis Mai 1982 in den Advision Studios weitere Overdubs und andere letzte Feinarbeiten vorzunehmen. Aufgrund der langen, sich über zwei Jahre hinziehenden, teuren Studiozeit, die Bush für die Fertigstellung des Albums benötigte, war EMI Records über den relativ geringen Ertrag des Albums besorgt. Daraufhin beschloss Bush, ein eigenes Studio aufzubauen, um sich die Zeit nehmen zu können, die sie für nötig hielt. Obwohl ihr nächstes Album Hounds of Love von 1985 ebenfalls ein langwieriges Projekt war, wurde es für Bush ein Erfolg.
Das Albumcover zeigt eine Szene, die im Text des Songs Houdini beschrieben wird. Es zeigt Bush als Harry Houdinis Ehefrau Bess, die einen Schlüssel auf der Zunge hält, den sie an ihn übergeben will. Das Foto ist in einem zarten Sepiaton gehalten, bei dem lediglich der goldene Schlüssel sowie Bushs Augen-Make-up farblich etwas hervorstechen. Der Harry Houdini verkörpernde Mann neben ihr war ihr Bassist, Techniker und damaliger Partner Del Palmer. Die Szene bezieht sich auf die Geschichte von Bess Houdinis Versuchen, mit ihrem verstorbenen Mann Harry in Kontakt zu treten, wobei sie einen nur ihnen beiden bekannten Code nutzte, um eine Manipulation durch das Geistermedium ausschließen zu können.

## Veröffentlichung
Nachdem sich Bush, wie der Kritiker Simon Reynolds 2014 im The Guardian beschrieb: „mit dem Fairlight und anderen hochmodernen Maschinen bewaffnet und ihren bestehenden maximalistischen Tendenzen fast an den Rand der Überlastung gebracht hatte“, wurde im Juni 1981 der Titel Sat in Your Lap als Single herausgegeben, die in Großbritannien Platz elf erreichte.
Im November wurde die nächste und letzte Singleauskopplung There Goes a Tenner in Großbritannien herausgebracht, die es nicht in die Charts schaffte. In Kontinentaleuropa wurde stattdessen Suspended in Gaffa und im November 1983 Night of the Swallow in Irland ausgekoppelt.

## Musikstil
The Dreaming wird als Bushs experimentelles Album bezeichnet, auf dem Folkinstrumente wie Mandolinen, Uilleann Pipes und Didgeridoos, wechselnde Taktarten und Texturen, polyrhythmische Perkussion, Samples und Gesangsschleifen zum Einsatz kommen. Die Songs sind von einer Vielzahl von Quellen inspiriert, darunter alte Kriminalfilme wie bei There Goes a Tenner, einer Dokumentation über den Vietnamkrieg in Pull Out the Pin, der Notlage der Aborigines in Australien bei The Dreaming, dem Leben des Magiers und Illusionisten Harry Houdini bei Houdini oder Stephen Kings Roman Shining im Titel Get Out of My House. Andere Songs befassen sich mit persönlicheren Themen: Sat in Your Lap thematisiert Gefühle wie existenzieller Frustration und Suche nach Wissen, während Leave It Open von der Notwendigkeit spricht, auch dunklere Seiten der eigenen Persönlichkeit anzuerkennen und auszudrücken.

## Cover
In der Mitte des in Sepiatönen gehaltenen Titelbildes befindet sich Kate Bush mit stark geschminkten Augen und geöffnetem Mund. Im geöffneten Mund befindet sich auf ihrer Zunge ein goldener Schlüssel. Ihre Augen sind stark nach links gewandt. Sie trägt ein Kleid mit Hahnentrittmuster. Bush hält den Kopf einer anderen, offenbar männlichen Person, die teilweise verdeckt ist und in Ketten zu liegen scheint. Im Hintergrund sind verschwommene Formen und Blätter zu sehen. Der Name "KATE BUSH" steht in goldenen Lettern am oberen rechten Rand des Bildes. Ganz oben, über die gesamte Breite des Covers, ist außerhalb des Fotos der Titel des Albums zu lesen.
Das Albumcover wurde vom Lied „Houdini“ inspiriert und nicht vom Titelsong. Es zeigt, wie Harry Houdini, der große Entfesselungskünstler, von seiner Frau unterstützt wird, indem sie ihm den Schlüssel zu den Vorhängeschlössern innerhalb eines Kusses übergab, kurz bevor er in einer Metallkiste verschwand und unter Wasser ging. Kate Bush fand das Bild sehr romantisch, da die Frau ihm den „Schlüssel zum Leben“ übergab.

## Titelliste
Alle Titel wurden von Kate Bush geschrieben, arrangiert und produziert, mit Ausnahme der Flöten- und Streicherarrangements von Night of the Swallow, die von Bill Whelan, und den Streicherarrangements von Houdini, die von Dave Lawson und Andrew Powell arrangiert wurden.
| Nr. | Titel               | Länge |
| --- | ------------------- | ----- |
| 1.  | Sat in Your Lap     | 3:29  |
| 2.  | There Goes a Tenner | 3:24  |
| 3.  | Pull Out the Pin    | 5:26  |
| 4.  | Suspended in Gaffa  | 3:54  |
| 5.  | Leave It Open       | 3:20  |

| Nr.          | Titel                | Länge |
| ------------ | -------------------- | ----- |
| 6.           | The Dreaming         | 4:41  |
| 7.           | Night of the Swallow | 5:22  |
| 8.           | All the Love         | 4:29  |
| 9.           | Houdini              | 3:48  |
| 10.          | Get Out of My House  | 5:25  |
| Gesamtlänge: | Gesamtlänge:         | 43:25 |

## Besetzung
Mitwirkende gemäß Begleitheft von The Dreaming:
- Kate Bush – Gesang, Piano, Synthesizer Fairlight CMI (1, 2, 5 – 10), Yamaha CS-80 (2), Streichinstrumente (4)
- Paddy Bush – Sticks (1), Mandoline und Streichinstrumente (4), Schwirrholz (6)
- Geoff Downes – Trompetensektion auf Fairlight CMI (1)
- Jimmy Bain – E-Bass (1, 5, 10)
- Del Palmer – E-Bass (2, 4, 8), Fretless Bass, 8-String-Bass (7)
- Preston Heyman – Schlagzeug (1, 3, 5, 10), Sticks (1)
- Stuart Elliott – Schlagzeug (2, 4, 6 – 9), Sticks (4), Perkussion (8)
- Dave Lawson – Synclavier (2, 4)
- Brian Bath – E-Gitarre (3)
- Danny Thompson – Kontrabass (3)
- Ian Bairnson – Akustikgitarre (5)
- Alan Murphy – E-Gitarre (5, 10)
- Rolf Harris – Didgeridoo (6)[14]
- Liam O’Flynn – Tin Whistle und Uilleann Pipes (7)
- Seán Keane – Fiddle (7)
- Dónal Lunny – Bouzouki (7)
- Eberhard Weber – Kontrabass (9)

Weitere Stimmen
- Paddy Bush – Begleitgesang (1, 6, 10)
- Ian Bairnson – Begleitgesang (1)
- Stewart Arnold – Begleitgesang (1)
- Gary Hurst – Begleitgesang (1)
- David Gilmour – Begleitgesang (3)
- Percy Edwards – Tierstimmen (6)
- Gosfield Goers – Stimmen von Menschenmassen (6)
- Richard Thornton – Chorknabe (8)
- Gordon Farrell – Houdini (9)
- Del Palmer – Rosabel Believe (9)
- Paul Hardiman – Eeyore (10)
- Esmail Sheikh – Talking Drum (10)

### Technik
- Kate Bush – Produktion
- Paul Hardiman – Tontechnik (Advision und Odyssey Studios),
- Teri Reed – Tontechnikassistenz
- David Taylor – Tontechnikassistenz
- Haydn Bendall – Tontechnik (Abbey Road Studios)
- Danny Dawsont – Tontechnikassistenz
- John Barrett – Tontechnikassistenz
- Hugh Padgham – Tontechnik (Townhouse Studios)
- Nick Launay – Tontechnik (Townhouse Studios)
- George Chambers – Tontechnikassistenz
- Howard Gray – Tontechnikassistenz
- Nick Cook – Tontechnikassistenz
- Peter Wooliscroft – Digitale Abmischung
- Ian Cooper – Audio-Mastering
- Kindlight – Coverdesign, Fotografie
- Nick Price – Aquatinta
- Bill Clark – Koordination der Schallplattenhülle

## Rezeption

### Rezensionen
Direkt nach seiner Veröffentlichung wurde The Dreaming von Kritikern unterschiedlich aufgenommen. Viele waren verblüfft von den unkonventionellen Techniken und den dichten Klanglandschaften, die Bush verwendet hatte. Neil Tennant, der für Smash Hits beschrieb das Album als „sehr seltsam. Offensichtlich versucht sie, weniger kommerziell zu werden“. Colin Irwin vom Melody Maker schrieb, dass es „anfangs verwirrend und fast ein bisschen absurd ist, aber wenn man versucht, durch den verdrehten Overkill und die historischen Anfälle durchzuhalten, wird man belohnt“. Er bezeichnete Suspended in Gaffa als den einzigen „vage konventionellen Track“ und sagte dem Album einen Misserfolg in den Charts voraus. Der amerikanische Kritiker Robert Christgau schrieb, dass „die dichte, anspruchsvolle Musik ist eine Offenbarung ist“ und nannte es „das beeindruckendste Art-Rock-Album im Stil von Robert Fripp/Peter Gabriel der Post-Punk-Refulgence“. Jon Young von Trouser Press nannte es „einen Triumph des erfinderischen Songwritings und der unvorhersehbaren Darbietungen“, warnte aber, dass „die Reizüberflutung die weniger Engagierten vertreiben wird“.
Ihre Kritiken kommentierte Kate Bush in einem Interview in der Sendung Saturday Live vom 25. Februar 1984 auf BBC Radio 1:

“The main thing I heard was „uncommercial“ … the label that the press, the record company put on it. But for an uncommercial record to go straight in at No.3 in the charts seems ironic to me.”

„Das Hauptargument, das ich hörte, war „unkommerziell“ … das Etikett, das die Presse und die Plattenfirma dem Album anhefteten. Aber dass eine unkommerzielle Platte direkt auf Platz 3 der Charts einsteigt, erscheint mir ironisch.“

Erst mit den Jahrzehnten verbesserte sich die Akzeptanz des Albums bei Kritikern. Eine 2018 von National Public Radio initiierte öffentliche Umfrage listete The Dreaming auf Platz 24 der besten jemals von einer weiblichen Künstlerin gemachten Alben. Das Slant Magazine führt das Album auf Platz 71 seiner Liste der Besten Alben der 1980er Jahre. Es ist in Robert Dimerys Buch 1001 Albums You Must Hear Before You Die aufgenommen, es ist ebenfalls in der im Februar 2003 veröffentlichten Liste der 50 exzentrischsten Alben aller Zeiten (Top 50 Eccentric Albums of All Time) der britischen Musikzeitschrift Mojo, und auf der Liste der meist unterbewerteten Alben der Gegenwart (Great Underrated Albums of Our Time) des Musikmagazins The Word enthalten
Das britische Musik- und Popkulturmagazin The Quietus meinte, dass „die disparaten Erzählungen auf The Dreamings häufig Tropen für Bushs Suche nach künstlerischer Autonomie und ihrer damit einhergehenden Ängste zu sein scheinen“. Barry Walters vom amerikanischen Online-Musikmagazin Pitchfork ordnet den Sound des Albums näher an experimentelle Post-Punk-Bands wie Siouxsie and the Banshees und Public Image Ltd zu als ihren früheren Werken. Walters lobte hier Bushs Entwicklung hin zu einer mutigen experimentierfreudigen Künstlerin.

### Wirkung
In einer späteren Rezension nannte AllMusic das Album „ein theatralisches und abstraktes Werk“ sowie „einen brillanten Vorläufer der bezaubernden Schönheit von Hounds of Love aus dem Jahr 1985“. The Quietus nannte es „eine mutige Volte eines Mainstream-Künstlers“ und „eine verblüffend moderne Scheibe, die "organische Hybridisierung, die Verwendung digitaler und analoger Techniken, die Nutzung moderner Zauberei, um atavistische Zustände zu erreichen“. 2014 beschrieb der Kritiker Simon Reynolds The Dreaming als ein „völlig entfesseltes Meisterwerk“ und „eine delirierende, kopfzerbrechende Erfahrung“. In einem Interview der britischen Zeitschrift Q von 1993 bezeichnete Bush The Dreaming, als ihr „She’s gone mad album“ (dt. etwa: Album, bei dem sie durchdrehte) und merkte an, dass es nicht besonders kommerziell sei. Als sie sich das Album später noch einmal anhörte, sagte sie, dass sie vom Sound überrascht war und es ein ziemlich wütendes Album sei. Graeme Thomson von Uncut beschreibt es als „vielschichtiges, polyrhythmisches und wild experimentelles Album und als ein wegweisendes Werk“.
In den 2010er Jahren zählten Musiker wie Björk und Big Boi The Dreaming zu ihren Lieblingsalben. Steven Wilson erklärte ebenfalls, dass es  zu seinen Lieblingsalben gehöre und sein 2015er Album, Hand. Cannot. Erase. musikalisch davon beeinflusst wurde.

### Charts und Chartplatzierungen
The Dreaming stieg erstmals am 19. September 1982 auf Rang drei der britischen Albumcharts ein, was zu gleich die beste Platzierung des Albums darstellte. Bis zur Chartwoche vom 21. November 1982 konnte sich The Dreaming zunächst zehn Wochen in den Charts platzieren. Im September 2014 konnte sich das Album nochmals zwei Wochen in den britischen Albumcharts platzieren, somit platzierte es sich bislang zwölf Wochen in den Top 100, zwei davon in den Top 10. Im Vereinigten Königreich avancierte The Dreaming nach The Kick Inside, Lionheart und Never for Ever zum vierten Chart- und Top-10-Album für Bush. 1982 belegte The Dreaming Rang 93 der britischen Album-Jahrescharts. In Deutschland stieg das Album erstmals am 11. Oktober 1982 auf Rang 40 ein und erreichte in der Folgewoche des 18. Oktober 1982 seine Höchstplatzierung mit Rang 23. Das Album avancierte hier ebenfalls zum vierten Chartalbum für Bush und platzierte sich bis zum 14. Februar 1983 für 19 Wochen in den Charts. In den US-amerikanischen Billboard 200 wurde The Dreaming zum ersten Charterfolg für Bush. Das Album stieg erstmals am 13. November 1982 ein und erreichte in der Folgewoche mit Rang 157 seine beste Platzierung. Das Album platzierte sich insgesamt sieben Wochen in den Top 200. Zusätzlich zu den in der Tabelle genannten Charts platzierte sich das Album auch in folgenden Ländern: Australien (Platz 22), Frankreich (8), Japan (36) und Kanada (29).
| ChartsChartplatzierungen       | Höchstplatzierung | Wochen |
| ------------------------------ | ----------------- | ------ |
| Deutschland (GfK)              | 23 (19 Wo.)       | 19     |
| Vereinigtes Königreich (OCC)   | 3 (12 Wo.)        | 12     |
| Vereinigte Staaten (Billboard) | 157 (7 Wo.)       | 7      |
| Niederlande (Dutch Charts)     | 5 (10 Wo.)        | 10     |
| Norwegen (IFPI)                | 12 (7 Wo.)        | 7      |
| Schweden (GLF)                 | 45 (2 Wo.)        | 2      |

| ChartsJahrescharts (1982)    | Platzierung |
| ---------------------------- | ----------- |
| Vereinigtes Königreich (OCC) | 93          |

### Auszeichnungen für Musikverkäufe
| Land/Region                  | Auszeichnungen für Musikverkäufe (Land/Region, Auszeichnung, Verkäufe) | Verkäufe |
| ---------------------------- | ---------------------------------------------------------------------- | -------- |
| Vereinigtes Königreich (BPI) | Silber                                                                 | 60.000   |
| Insgesamt                    | 1× Silber ·                                                            | 60.000   |